# Langelurillus furcatus
Langelurillus furcatus – gatunek pająka z rodziny skakunowatych.
Gatunek ten opisany został w 2000 roku przez Wandę Wesołowską i Anthony’ego Russella-Smitha na podstawie okazów odłowionych w Mkomazi Game Reserve.
Karapaks u samca ma długość 1,8 mm, barwę ciemnobrązową, żółte łuski i białawe włoski w okolicy ocznej oraz rozproszone, białawe włoski w częściach opadających. U samicy karapaks ma długość od 2,2 do 2,4 mm, barwę ciemnobrązową z czarną okolicą oczną, płowe łuski koło oczu przednich i porośnięty jest czarnym owłosieniem. Warga dolna i szczęki żółtawe, u samicy brązowawo obrzeżone. Sternum samicy brązowe, samca brązowawe. Opistosoma u samca wydłużona, długości 1,7 mm, z wierzchu ciemnopłowa i brązowo owłosiona, od spodu żółtawoszara. Opistosoma u samicy bulwiasta, długości od 2,4 do 2,7 mm, z wierzchu ciemnordzawa z białymi i czarnymi łatkami, czarno i długo owłosiona, od spodu jasna z czarnymi kropkami. Odnóża pomarańczowe z ciemniejszymi znaczeniami i brązowym owłosieniem. Nogogłaszczki samca z dwoma, bocznie V-kształtnymi apofizami na goleniach. U samicy obecne głębokie, zatkane woskowatą wydzieliną wklęśnięcie na epigyne.
Pająk afrotropikalny, znany tylko z Tanzanii. Najczęstszy w suchych lasach górskich.